# 尤瓦尔·施泰尼茨

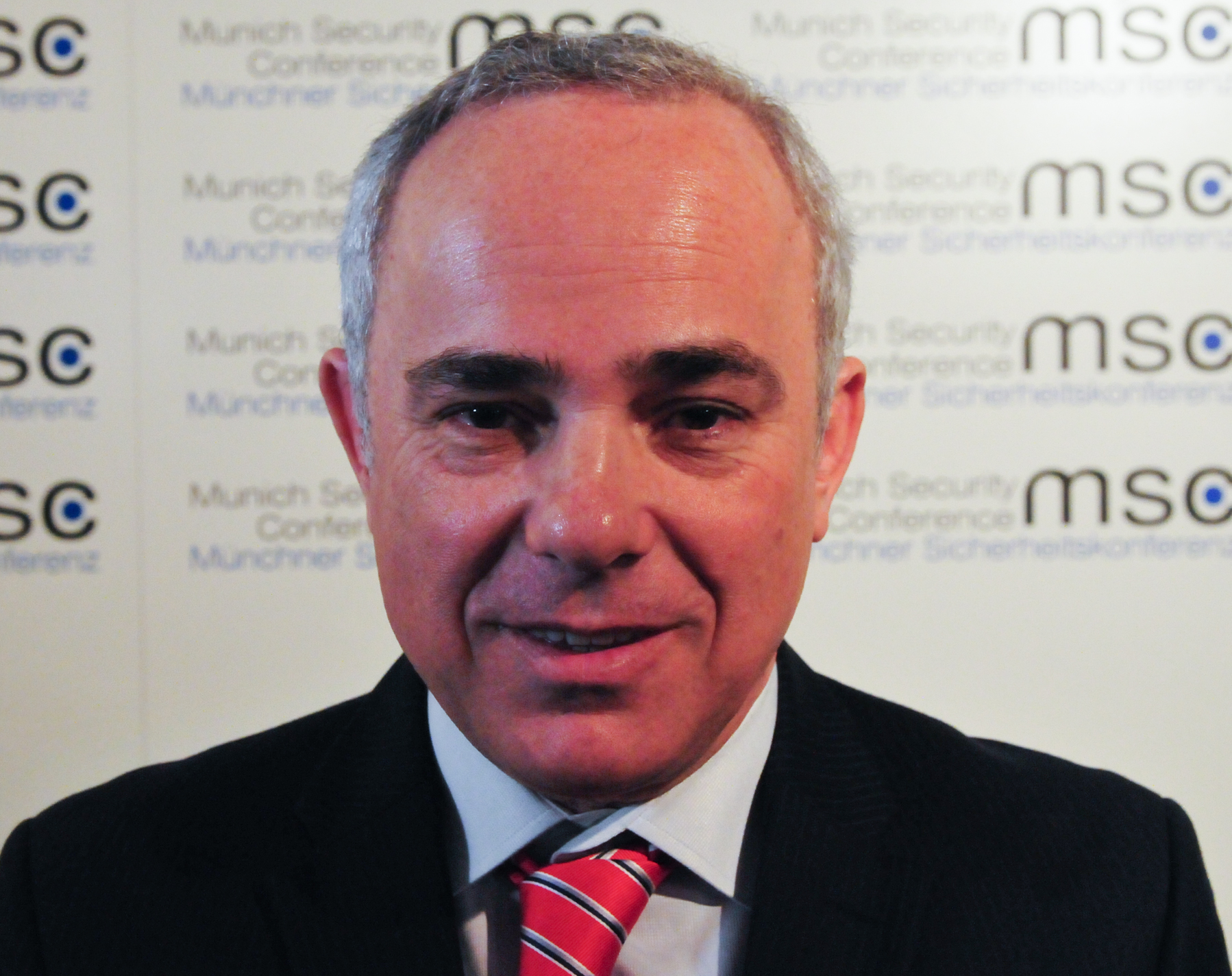

尤瓦尔·施泰尼茨（希伯來語：‎，1958年4月10日—），以色列政治人物。1999年至今，担任以色列国会议员。2009年至2013年担任以色列财政部部长。

## 生平
施泰尼茨出生于以色列中部的拉莫特哈沙维姆村（Ramot HaShavim）。他毕业于耶路撒冷希伯来大学，获哲学学士、硕士学位。1980年代开始从政。